# Ошейниковый арасари
Ошейниковый арасари (лат. Pteroglossus torquatus) — птица семейства тукановых (Ramphastidae), обитающая в Центральной Америке. Относится к роду арасари и впервые описана в 1788 году немецким систематиком живой природы Иоганном Фридрихом Гмелином.

## Внешний облик
Ошейниковые арасари достигают длины 39-41 см и весят около 190-275 г. Их оперение на голове, крыльях и спине преимущественно чёрное, между кончиками крыльев расположено красное пятно варьирующего размера. Нижняя сторона тела главным образом желтоватая, характерна широкая чёрно-красная полоса. Ноги зелёного цвета. Нижняя сторона клюва, как правило, чёрная, верхняя — жёлтая с несколькими чёрными зигзагами. Вокруг жёлтого глаза птицы имеется чётко выделяющийся участок голой кожи, чёрно-красный, где красная часть яркая и заметная. Крик этой птицы описывается как высокий, резкий, похожий на писк.

## Распространение
Ареал ошейникового арасари простирается от Мексики до Эквадора и Венесуэлы. Он встречается на лесистых равнинах и во влажных тропических лесах. В отличие от других видов туканов, его как правило нет в регионах, расположенных выше 1500 м над уровнем моря. По оценкам МСОП, данный вид в настоящее время не находится под угрозой.

## Поведение
Ошейниковый арасари встречается в небольших группах. Его пища состоит главным образом из плодов, насекомых, птичьих яиц и ящериц. В качестве гнезда и убежища он использует древесные дупла, из которых он порой изгоняет гнездящихся там дятлов. В насиживании яиц, которое длится около 16 дней, принимают участие оба родителя. Птенцы начинают летать в возрасте 6 недель, однако родители кормят их на протяжении ещё нескольких недель. Примечательно, что еду для птенцов добывают не только родители, но и другие сородичи. Ошейниковые арасари считаются моногамными птицами.

## Систематика
Международный союз орнитологов выделяет три подвида:
- Pteroglossus torquatus erythrozonus
- Pteroglossus torquatus nuchalis
- Pteroglossus torquatus torquatus